# Menachem Kipnis
Menachem Kipnis (geboren 1878 in Uschomyr, Gouvernement Wolhynien, Russisches Kaiserreich; heutige Ukraine, gestorben 1942 im Warschauer Ghetto) war Sänger, Kritiker und Fotograf.
Er tourte als Kantor und Volksmusiksänger erfolgreich durch Osteuropa. Während dieser Konzertreisen sammelte er jüdische Volks- und Synagogal Musik. Als Fotograf dokumentierte er das jüdische Leben und sammelte Kunstgegenstände mit Bezug zur jüdischen Kultur. Von 1907 bis 1939 publizierte er Essays, Reviews und Artikel über Musik in jüdischen Journalen und schrieb Bücher über jüdische Musiker, Klezmer Musik und jüdische Volksmusik.
Der Vater von Menachem Kipnis war ein gebildeter Kantor. Ab dem Alter von acht Jahren lebte Menachem Kipnis bei seinem älteren Bruder, der auch Kantor war und der Vater des Schriftstellers Levin Kipnis ist. Menachem Kipnis erhielt eine traditionelle jüdische Erziehung und sang mit seinem Bruder im Chor der Synagoge von Tschernobyl. Dabei beeindruckte er durch seine schöne Altstimme.
Er war auch Sammler von jiddischen Liedern.
Mit seiner Tenorstimme war Kipnis ein verbreiteter Interpret jiddischer Lieder.
1942 verstarb er an einem Schlaganfall.

## Werke
- 1918: Zekhtsik folks-lider (Sechzig Volkslieder)[1]
- 1925: Akhtsik folks-lider (Achtzig Volkslieder)[1]
- 1930: Khelemer mayses (Chelm-Geschichten)[9]